# John Steffler
Pour les articles homonymes, voir Steffler.
John Steffler est un poète et écrivain canadien.

## Biographie
John Steffler naît à Toronto en 1947. Il grandit près de Thornhill (Ontario). En 1971, il obtient un B.A. de l'université de Toronto, puis, en 1974, une M.A. en anglais de l'université de Guelph. Sa thèse s'intitule The Origin and Development of Los: a Study of the Prophetic Poetry of William Blake.

## Œuvre[1]

### Poésie
- (en) An Explanation of Yellow, Ottawa, Borealis Press, 1981.
- (en) The Grey Islands, Toronto, McClelland and Stewart, 1985.
- (en) The Wreckage of Play, Toronto, McClelland and Stewart, 1988.
- (en) That Night We Were Ravenous, Toronto, McClelland and Stewart, 1998.
- (en) The Grey Islands, London, ON, Brick Books, 2000.
- (en) Helix: new and selected poems, Montreal, Signal Editions, 2002.
- (en) The Grey Islands, unabridged audio edition, 2007.
- (en) Lookout, Plattsburgh, NY, McClelland and Stewart, 2010 (ISBN 978-0-7710-8267-2)

### Romans
- (en) The Afterlife of George Cartwright, Toronto:, McClelland and Stewart, 1992.
- (en) German Mills: A Novel Pertaining to the Life and Times of William Berczy., Gaspereau Press, 2015.

### Livre pour enfant
- (en) 'Flights of Magic, Victoria, Press Porcepic, 1987.

### Anthologies
- (en) Coastlines: The Poetry of Atlantic Canada, Anne Compton, Laurence Hutchman, Ross Leckie and Robin McGrath (Goose Lane Editions), 2002.